# Symfonie nr. 7 (Mjaskovski)
De Russische componist Nikolaj Mjaskovski schreef zijn Symfonie nr. 7 in b-mineur in 1921-1922. Hij was toen nog bezig met zijn zesde symfonie. In tegenstelling tot de lange zesde, de enige met koor, is de zevende symfonie een korte met alleen orkest. Dit werk wordt beschouwd als een tegenhanger van die zesde. Deze symfonie in één vloeiende beweging heeft een vage gelijkenis met het even daarvoor geschreven La Valse van Maurice Ravel. Mjaskovski neemt echter veel meer tijd om de danser(es) te slopen. Volgen de ontwikkelingen in La Valse snel op elkaar en raakt de danser(es) uitgeput door de snelle bewegingen, bij Mjaskovski wordt de danser(es) langzaam maar zeker van binnenuit gesloopt door een vermoeidheid en de wil toch door te zetten. Al bij het begin, gebaseerd op een Russisch volksliedje, klinkt het alsof de muziek niet op gang komt. Men probeert van alles, maar uiteindelijk geeft de componist toe aan zijn eigen gelatenheid.
Deze zevende wordt beschouwd als een van zijn avontuurlijkste partituren. De componist was zelf zo opgetogen over het werk, dat hij even overwoog zijn andere symfonieën terug te trekken.

## Delen
Het werk is eendelig, maar soms wordt onderscheid gemaakt door de invoer van twee secties:
1. Andante sostenuto, calmo – Allegro minaccioso, poco stravagante –attaca-
2. Andante – Allegro scherzando e tenebroso.

## Discografie
- USSR Radio Symfonieorkest o.l.v. Leo Ginzburg (LP's Melodiya D 24003-4 / Melodiya C10 29937 / CD's Melodiya MCD 163 / Olympia OCD 163
- Slowaaks Philharmonisch Orkest o.l.v. Michael Hálász (Marco Polo 8.223113)
- Academisch Symfonieorkest van de Russische Federatie o.l.v. Jevgeni Svetlanov (Olympia OCD 737 / Russian Disc RDCD 00655 / Warner 2564 69689-8)

Symfonie nr. 1 · 2 · 3 · 4 · 5 · 6 · 7 · 8 · 9 · 10 · 11 · 12 · 13 · 14 · 15 · 16 · 17 · 18 · 19 · 20 · 21 · 22 · 23 · 24 · 25 · 26 · 27